# أشلي لورانس
أشلي لورانس (11 يونيو 1995 في كندا - ) هي لاعبة كرة قدم كندية في مركز الهجوم، شاركت في الألعاب الأولمبية الصيفية 2016. وشاركت مع منتخب كندا تحت 17 سنة للسيدات لكرة القدم ‏ ومنتخب كندا تحت 20 سنة للسيدات لكرة القدم ومنتخب كندا لكرة القدم للسيدات. أما مع النوادي، فقد لعبت مع Toronto Lady Lynx ‏ وOttawa Fury (women) ‏.

## وصلات خارجية
- أشلي لورانس على موقع الاتحاد الدولي (مؤرشف)  (الإنجليزية)
- أشلي لورانس على موقع الاتحاد الأوربي (الإنجليزية)
- أشلي لورانس على موقع إي إس بي إن إف سي (الإنجليزية)
- أشلي لورانس على موقع قاعدة بيانات كرة القدم.إي يو (الإنجليزية)
- أشلي لورانس على موقع ليكيب (الفرنسية)
- أشلي لورانس على موقع Soccerway.com (الإنجليزية)
- أشلي لورانس على موقع اللجنة الأولمبية الدولية (الإنجليزية)
- أشلي لورانس على موقع أوليمبيديا (الإنجليزية)
- أشلي لورانس على موقع اللجنة الأولمبية الكندية (الإنجليزية)